# Gustave Courbet
Gustave Courbet (Ornans (Frankrijk), 10 juni 1819 – La Tour-de-Peilz (Zwitserland), 31 december 1877) was een Frans realistisch schilder en een voorloper van het impressionisme.

## Situering
Zijn ouders waren welgestelde landeigenaren uit de streek van Besançon. Na Gustave kregen ze nog vier dochters. Drie van hen (één stierf vroegtijdig) werden later vaak door Courbet geportretteerd. In 1831 bezocht hij een religieuze middelbare school in Ornans, waar hij de basis van de schilderkunst verwierf. In 1837 werd hij naar het Royal College van Besançon gestuurd. Hier bezocht hij het atelier van Charles Antoine Flajoulot. Eind 1839 ging hij naar Parijs, waar hij op verzoek van zijn ouders rechten zou gaan studeren en waar hij zich permanent vestigde. In plaats van de rechtenstudie volgde hij schilderlessen bij Auguste Hess en Charles de Steuben.
Hij schilderde taferelen uit het dagelijks leven, naakten (onder meer het zeer gewaagde L'origine du monde) en gevarieerde landschappen. In 1844 werd zijn zelfportret, Courbet met zwarte hond, geaccepteerd door de invloedrijke Parijse salon. Zijn invloed op de Franse schilderkunst van de negentiende eeuw was groot. Het vernieuwende aan zijn werk was het realisme; taferelen uit het dagelijks leven werden hoofdonderwerp en op groot formaat afgebeeld zoals De Steenkloppers of Een begrafenis in Ornans.
Courbets schilderij l'Atelier du peintre uit 1855 is bijna 6 meter breed. Daarbij maakte hij de werkelijkheid niet mooier dan ze was, zoals velen van zijn tijdgenoten, maar liet het schilderij voor zichzelf spreken. Dit leidde voortdurend tot schandalen in het Franse culturele leven.

## Courbet en de anarchie

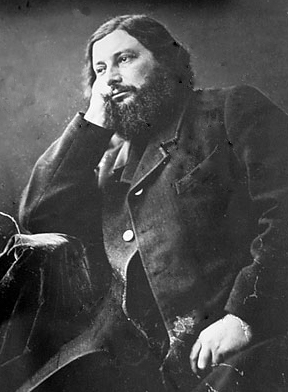
Gustave Courbet gefotografeerd door Nadar, ca. 1860

Courbet, die antiklerikaal was, was bevriend met Pierre-Joseph Proudhon, die hij samen met zijn kinderen schilderde (zie afbeelding). Ook Courbet leunde aan bij het gedachtegoed van het anarchisme. Tijdens de Commune van Parijs (1871) uitte hij zijn ongenoegen over de Colonne Vendôme op de Place Vendôme. Hij stelde voor dit oorlogsmonument te demonteren en te bewaren in het Hôtel des Invalides. Nadat de communards op 16 mei 1871 de zuil hadden neergehaald, werd Courbet als aanstoker ervan veroordeeld tot betaling van de kosten van wederoprichting, geschat op 323.000 frank, te voldoen in jaarlijkse termijnen van 10.000 francs, omgerekend zo'n 43.000 euro. Hij stierf in ballingschap in Zwitserland zonder te hebben betaald.

## Galerij

De wanhopige, 1843-45, olieverf op doek, 45 x 54 cm, particuliere collectie
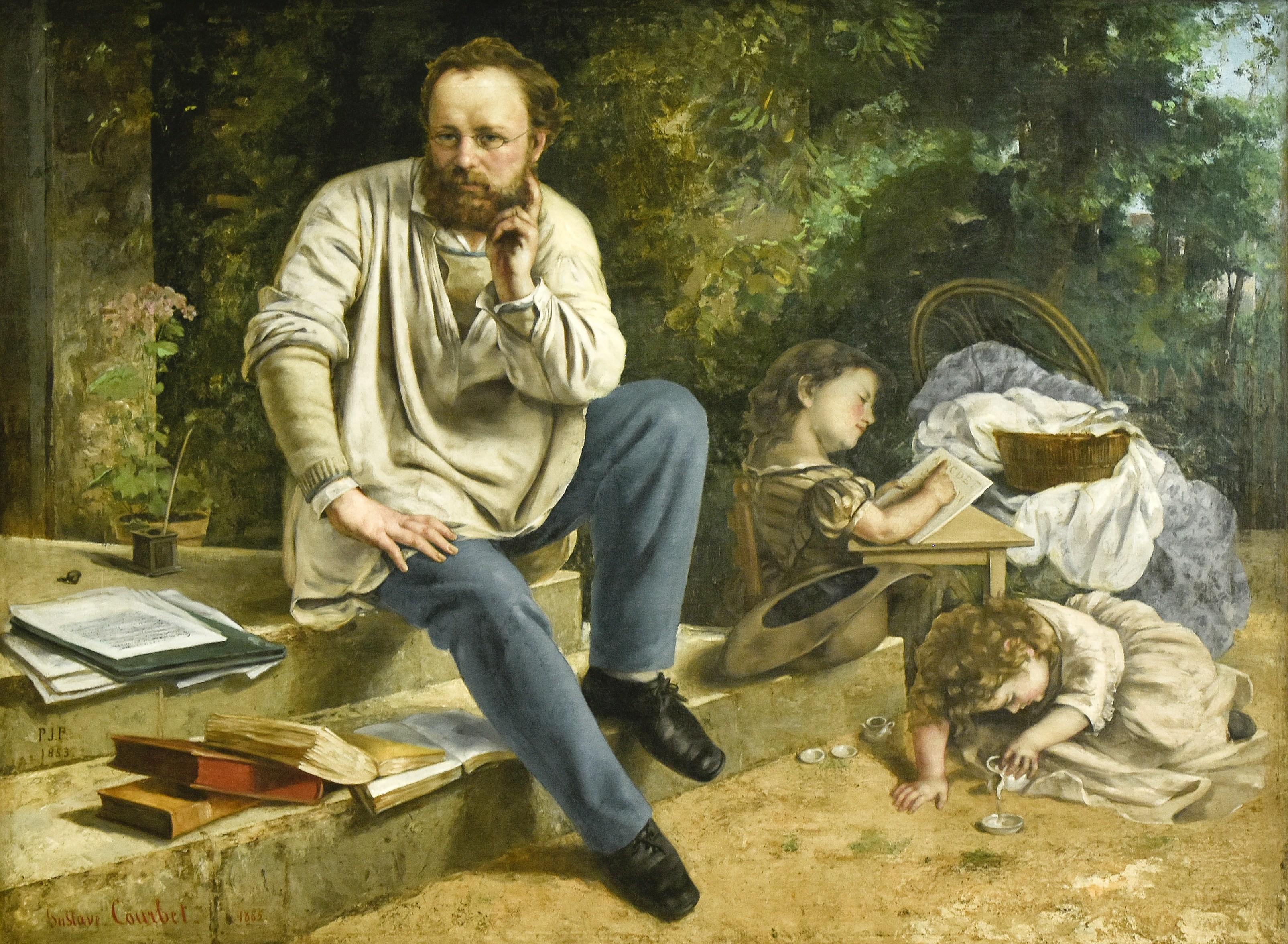
Proudhon met zijn kinderen, 1853
Het atelier van de schilder, 1855, olieverf op doek, 361 × 598 cm, Musee d'Orsay, Parijs
L'origine du monde, 1866, Musée d'Orsay, Parijs
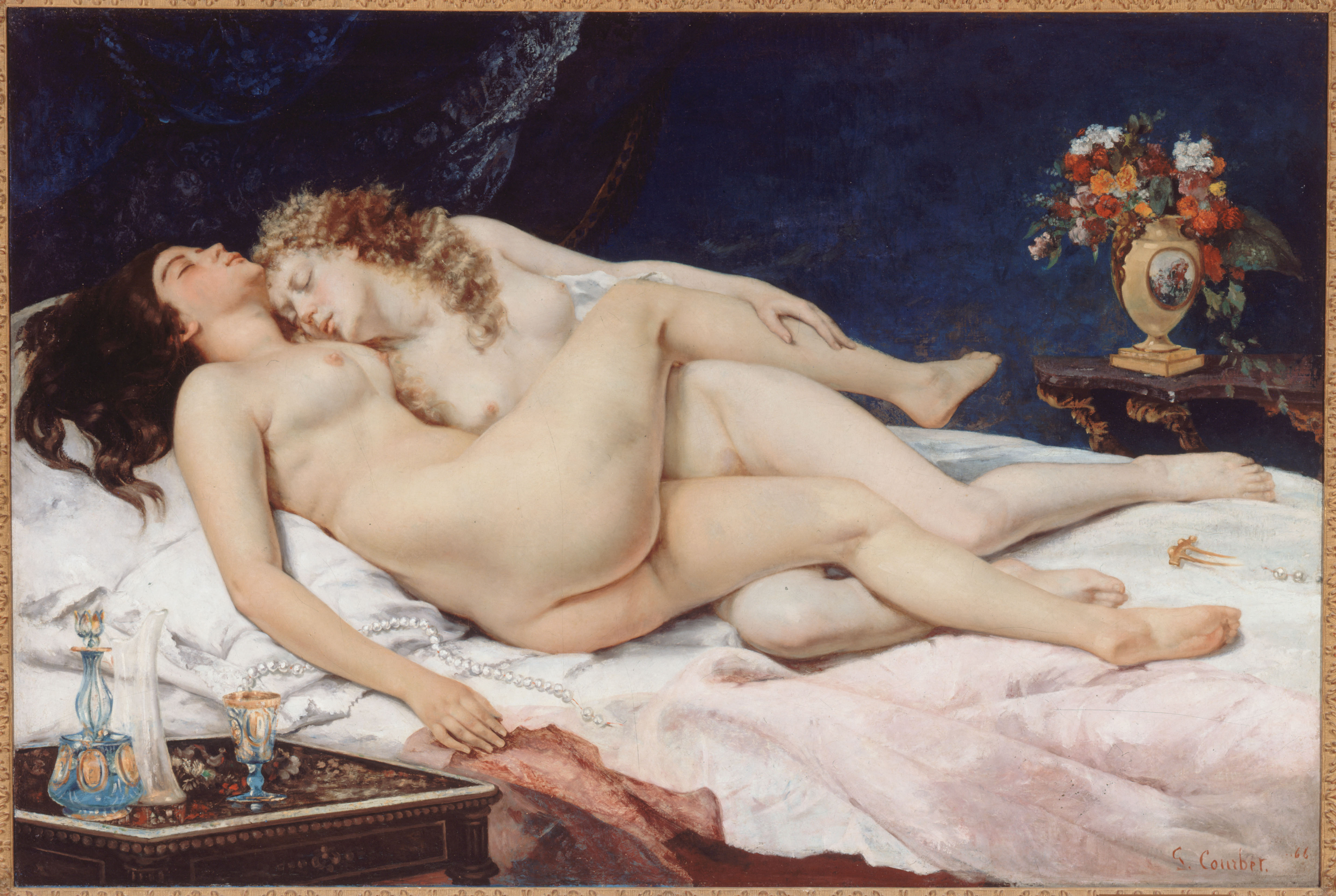
De slaap, 1866, Petit Palais, Parijs
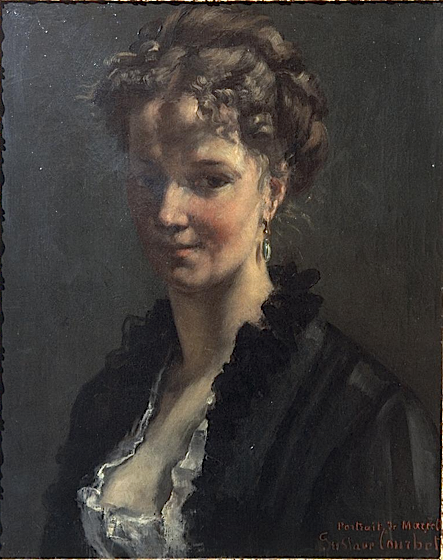
Portrait de Marcello, 1870, Musée des Beaux-Arts de Reims

Namiddag in Ornans (1849) · De Steenkloppers (1849) · Een begrafenis in Ornans (1849-50) · De baadsters (1853) · Bonjour Monsieur Courbet (1854) · Het strand bij Palavas (1854) · Het atelier van de schilder (1855)  · Jonge vrouwen aan de oever van de Seine (zomer) (1857) · L'origine du monde (1866) · De slaap (1866) · Vrouw met een papegaai (1866)
- Bibsys: 90263406
- Biblioteca Nacional de España: XX985701
- Bibliothèque nationale de France: cb120519068 (data)
- Catàleg d'autoritats de noms i títols de Catalunya: 981061032343406706
- CiNii: DA01700482
- Digitale Bibliotheek voor de Nederlandse Letteren: cour037
- Stuttgart Database of Scientific Illustrators 1450–1950: 5859
- Gemeinsame Normdatei: 118522450
- Historisch woordenboek van Zwitserland: 022259
- International Standard Name Identifier: 0000 0001 2095 7430
- KulturNav: 805334f0-92aa-4f6c-9ed2-b831598c4cf1
- Library of Congress Control Number: n80057228
- Nationale Bibliotheek van Letland: 000177070
- Base Léonore: LH//609/75
- MusicBrainz: b9148b6e-13a8-4945-95e8-b8318981ea01
- Bibliotheek van het Japanse parlement: 00436747
- National Gallery of Victoria: 902
- Nationale Bibliotheek van Tsjechië: jn20000700331
- Nationale bibliotheek van Australië: 35031616
- Nationale Bibliotheek van Israël: 987007273069105171
- Nationale Bibliotheek van Polen: a0000001612262
- Nationale en Universitaire bibliotheek Zagreb: 000226032
- Nederlandse Thesaurus van Auteursnamen: 068851677
- PIC: 13251
- Réseau des bibliothèques de Suisse occidentale: 02-A003139891
- RKD-Nederlands Instituut voor Kunstgeschiedenis: 18743
- Istituto Centrale per il Catalogo Unico: CFIV016243
- LIBRIS: 182910
- SIKART: 4023343
- SNAC: w6r78hxd
- Système universitaire de documentation: 028746074
- Trove: 804371
- Union List of Artist Names: 500010927
- Virtual International Authority File: 22160734
- WorldCat: E39PBJpV8x3hpF4Kb4TQfkJ7HC